# Paraliparis duhameli
Paraliparis duhameli és una espècie de peix pertanyent a la família dels lipàrids.

## Hàbitat
És un peix marí i batidemersal que viu entre 955 i 1.055 m de fondària.

## Distribució geogràfica
Es troba a l'oceà Antàrtic: les illes Crozet.

## Observacions
És inofensiu per als humans.